# 17e chambre du tribunal judiciaire de Paris
 (novembre 2014).
La 17e chambre du tribunal de Paris, ou chambre de la Presse, est une chambre correctionnelle spécialisée dans les affaires de presse, au tribunal judiciaire de Paris.

## Composition
Elle est composée de magistrats spécialisés, chargés de faire respecter la loi sur la liberté de la presse du 29 juillet 1881 et les principes de la diffamation en droit français, permettant de trouver un compromis entre la défense de la liberté de la presse et le respect de la personne.

### Webographie
- Pascale Robert-Diard, « La chambre des libertés : 17e chambre : un tribunal très médiatique », Le Monde.fr,‎ 29 novembre 2013 (lire en ligne, consulté le 9 novembre 2015).
- Joël Boyer, « La 17e chambre du tribunal de grande instance de Paris et la question prioritaire de constitutionnalité », Legicom, Victoires éditions, vol. 2012/1 « Justice et médias : Où en est-on après 10 ans de loi Guigou ? », no 48,‎ 2012, p. 19 - 25 (ISBN 9782351131718, DOI 10.3917/legi.048.0019).